# Wiebesia contubernalis
Wiebesia contubernalis är en stekelart som först beskrevs av Grandi 1927.  Wiebesia contubernalis ingår i släktet Wiebesia och familjen fikonsteklar. Inga underarter finns listade i Catalogue of Life.